# Henning Möller (arkitekt)
Karl Henning Hjalmar Möller, född 22 maj 1889 i Sveg, Jämtlands län, död 3 december 1966 i Stockholm, var en svensk arkitekt, grafiker och tecknare.  

## Biografi
Han var son till provinsialläkaren Axel Harald Theodosius Möller och Gabriella (Ellen) Fehrnborg samt gift första gången 1919 med friherrinnan Märta Eleonora Liljencrantz och andra gången från 1950 med Elsa Inger Monica Wettergren (1918–1983). Han var i sitt första gifte far till riddarhusgenealogen Pontus Möller. Efter studenten i Göteborg utbildade han sig till arkitekt vid Kungliga Tekniska högskolan 1907-1912 och studerade därefter konst vid Konsthögskolan 1912–1913 och 1921–1922 samt i Axel Tallbergs etsningsskola. Under studieåren företog han ett antal studieresor till bland annat Tyskland, Nederländerna, Italien och Frankrike. Som konstnär arbetade Möller främst med arkitekturmotiv från utlandet eller Vadstena. Tillsammans med en kompanjon startade han 1916 Ritkontoret i Vadstena, för byggnader och möbler, och var ritkontorschef där 1917–1919. Företaget ombildades 1918 till AB Arkitektkontoret där Möller var styrelseledamot till 1920. Från 1924 verkade han i Stockholm, där han även undervisade vid Stockholms tekniska institut 1925–1935.
Möller medverkade i samlingsutställningar med Östgöta konstförening och tillsammans med prins Eugen och Kalle Eklund ställde han ut i Vadstena 1919. Han är representerad vid Moderna museet och på Waldemarsudde. Han är begravd på Norra begravningsplatsen utanför Stockholm.

## Verk i urval
- Hanströmska huset, Strandgården Vadstena 1915-1916.
- Rektorshuset Vadstena 1916-1917.
- Birgittasystrarnas hus, Vadstena.
- Naddö, Vadstena 1918-1919.
- Stadshuset, Vadstena 1928-1929.
- Industribyggnad vid SKF Katrineholmsverken 1927-1930.
- Restaurering, Örberga kyrka 1924.
- Restaurering, stadshuset Motala 1929-1930.